# Ceratoxancus
Ceratoxancus is een geslacht van weekdieren uit de klasse van de Gastropoda (slakken).

## Soorten
- Ceratoxancus basileus Kantor & Bouchet, 1997
- Ceratoxancus elongatus Sakurai, 1958
- Ceratoxancus leios Kantor & Bouchet, 1997
- Ceratoxancus lorenzi Poppe, Tagaro & Sarino, 2012
- Ceratoxancus melichrous Kantor & Bouchet, 1997
- Ceratoxancus niveus Kantor & Bouchet, 1997
- Ceratoxancus teramachii Kuroda, 1952